# Прокурор Міжнародного кримінального суду
Прокурор Міжнародного кримінального суду (англ. Prosecutor of the International Criminal Court) — співробітник Міжнародного кримінального суду, чиї обов'язки включають розслідування та переслідування злочинів, що підпадають під юрисдикцію Міжнародного кримінального суду, а саме геноциду, злочинів проти людства, воєнних злочинів і злочину агресії.
Нинішнім прокурором є обраний 12 лютого 2021 року Карім Хан, який вступив на посаду 16 червня 2021 року. Його попередником була Фату Бенсуда, яка працювала з 15 червня 2012 року по 15 червня 2021 року.

## Організаційні питання
Прокурора обирає Асамблея держав-учасниць, яка також призначає двох заступників прокурора з числа кандидатів, запропонованих прокурором, яких має бути по три на кожну посаду. Строк повноважень прокурора та його заступників становить дев'ять років без можливості переобрання.
Прокуратура поділена на три відділи. Відділ розслідувань (англ. Investigation Division) відповідає за досудове розслідування. Відділ звинувачення (англ. Prosecution Division) теж бере участь у досудовому слідстві, але його головне завдання полягає в притягненні та підтримці обвинувачення в палатах Трибуналу. Відділ із питань юрисдикції, взаємодоповнюваності та співпраці (англ. Jurisdiction, Complementarity and Cooperation Division) аналізує судову практику та забезпечує належне функціонування всієї прокуратури.

## Список прокурорів Міжнародного кримінального суду
| Повне ім'я         | Держава         | Обраний        | Початок строку | Кінець строку  | Відкриті ситуації |
| ------------------ | --------------- | -------------- | -------------- | -------------- | ----------------- |
| Луїс Морено-Окампо | Аргентина       | 21 квітня 2003 | 16 червня 2003 | 15 червня 2012 | 7                 |
| Фату Бенсуда       | Гамбія          | 12 грудня 2011 | 15 червня 2012 | 15 червня 2021 | 4                 |
| Карім Хан          | Велика Британія | 12 лютого 2021 | 16 червня 2021 | 15 червня 2030 | 1                 |

## Вибори прокурора
Перші вибори прокурора відбулися 21 квітня 2003 року під час другого поновлення першої сесії Асамблеї держав-учасниць у Нью-Йорку. Єдиним офіційним кандидатом був Луїс Морено-Окампо. Його обрано 78 голосами за відсутності голосів проти і тих, що утримались. Не голосували дев'ять держав-учасниць.
Другі вибори прокурора відбулися під час десятої сесії Асамблеї держав-учасниць у Нью-Йорку 12 грудня 2011 року. Було створено Пошуковий комітет, який одержав 52 повідомлення щодо нового прокурора. Зрештою, держави-учасниці досягли консенсусу в обранні новим прокурором тодішнього заступника прокурора Фату Бенсуди з Гамбії. Її обрали шляхом акламації.
Треті вибори прокурора відбулися протягом другої частини відновленої дев'ятнадцятої сесії Асамблеї держав-учасниць у Нью-Йорку 12 лютого 2021 року. Під час другого голосування Асамблея держав-учасниць обрала Каріма Ахмада Хана 72 голосами, що перевищило вимогу до більшості у 62 голоси. Іншими трьома кандидатами були Карлос Кастресана Фернандес (Іспанія), Франческо Ло Вой (Італія) і Фергал Гейнор (Ірландія).